# Acontia cyanipha
Acontia cyanipha är en fjärilsart som beskrevs av Oswald Beltram Lower 1897. Acontia cyanipha ingår i släktet Acontia och familjen nattflyn. Inga underarter finns listade i Catalogue of Life.